# Inspekteur der Luftwaffe
Der Inspekteur der Luftwaffe (InspL) ist der oberste truppendienstliche Vorgesetzte der Teilstreitkraft Luftwaffe der Bundeswehr.
Er ist für deren personelle und materielle Einsatzbereitschaft verantwortlich und in dieser Funktion dem Generalinspekteur der Bundeswehr unmittelbar unterstellt. Dem Inspekteur untersteht das Kommando Luftwaffe in Berlin-Gatow. Im Rahmen der bundeswehrweiten Konzeption ist er Mitglied des Militärischen Führungsrates unter dem Vorsitz des Generalinspekteurs.
Der Inspekteur und sein Vertreter bekleiden grundsätzlich den Dienstgrad eines Generalleutnants, der erste Inspekteur der Luftwaffe, Josef Kammhuber, wurde während seiner Amtszeit aufgrund seiner Verdienste um den Aufbau der deutschen Luftstreitkräfte nach dem Zweiten Weltkrieg zum General befördert.
Bis auf Bernhard Mende, der seine Truppenverwendungen vor allem in Verbänden der Flugabwehr hatte, waren alle Inspekteure der Teilstreitkraft Strahlflugzeugführer, bis zum siebten Inspekteur der Luftwaffe, dem späteren General Eberhard Eimler, zudem Teilnehmer am Zweiten Weltkrieg und bereits in der Luftwaffe der Wehrmacht Offiziere. Josef Kammhuber war ab 1940 als Generalmajor bereits Angehöriger der Dienstgradgruppe der Generäle.

Der bisher am längsten amtierende Inspekteur war Ingo Gerhartz, der das Amt 2554 Tage innehatte, die kürzeste Amtszeit entfiel auf Aarne Kreuzinger-Janik mit 909 Tagen.

## Inspekteure
| Nr. | Name                   | Bild | Beginn der Berufung | Ende der Berufung  | Bemerkungen |
| --- | ---------------------- | ---- | ------------------- | ------------------ | --- |
| 16  | Holger Neumann         |      | seit 27. Mai 2025   | seit 27. Mai 2025  | |
| 16  | Ingo Gerhartz          |      | 29. Mai 2018        | 27. Mai 2025       | Mit knapp 7 Jahren längste Amtszeit als Inspekteur der Luftwaffe, ab 2025 Befehlshaber des Allied Joint Force Command Brunssum |
| 15  | Karl Müllner           |      | 25. April 2012      | 29. Mai 2018       | |
| 14  | Aarne Kreuzinger-Janik |      | 29. Oktober 2009    | 25. April 2012     | |
| 13  | Klaus-Peter Stieglitz  |      | 12. Januar 2004     | 29. Oktober 2009   | |
| 12  | Gerhard W. Back        |      | 1. April 2001       | Januar 2004        | 2004–2007 Befehlshaber des Allied Joint Force Command Brunssum |
| 11  | Rolf Portz             |      | 1. Oktober 1997     | 31. März 2001      | |
| 10  | Bernhard Mende         |      | 1. Oktober 1994     | 30. September 1997 | Erster und bisher einziger Inspekteur, der nicht Strahlflugzeugführer war, sondern aus dem Bereich der Flugabwehr („FlaRak“) kam |
| 9   | Hans-Jörg Kuebart      |      | 1. April 1991       | 30. September 1994 | |
| 8   | Horst Jungkurth        |      | 1. Oktober 1987     | 31. März 1991      | |
| 7   | Eberhard Eimler        |      | 1. April 1983       | 30. September 1987 | 1987–1990 stellvertretender Supreme Allied Commander Europe |
| 6   | Friedrich Obleser      |      | 1. Oktober 1978     | 31. März 1983      | |
| 5   | Gerhard Limberg        |      | 1. April 1974       | 30. September 1978 | |
| 4   | Günther Rall           |      | 1. Januar 1971      | 31. März 1974      | Entlassung durch Verteidigungsminister Georg Leber, nachdem eine Reise nach Südafrika bekannt geworden war, die offiziell als Reise zu einem Bekannten nach Namibia angegeben worden war, auf der Rall aber auch mit hochrangigen offiziellen Vertretern des Apartheid-Regimes zusammengetroffen war |
| 3   | Johannes Steinhoff     |      | 2. September 1966   | 31. Dezember 1970  | 1971–1974 Vorsitzender des NATO-Militärausschusses, gilt als der Inspekteur, der die Starfighter-Krise beenden konnte |
| 2   | Werner Panitzki        |      | 1. Oktober 1962     | 25. August 1966    | Rücktritt wegen der Starfighter-Affäre |
| 1   | Josef Kammhuber        |      | 1. Juni 1957        | 30. September 1962 | 1961 aufgrund seiner Verdienste beim Aufbau der Luftwaffe als bisher einziger Inspekteur einer Teilstreitkraft zum General befördert |

## Stellvertreter des Inspekteurs der Luftwaffe
| Beginn der Amtszeit | Ende der Amtszeit  | Amtsinhaber*                            |
| ------------------- | ------------------ | --------------------------------------- |
| 1. Juni 1957        | 30. Juni 1957      | Brigadegeneral Werner Panitzki          |
| 1. Juli 1957        | 30. Juni 1958      | Brigadegeneral Hermann Plocher          |
| 1. Juli 1958        | 31. Oktober 1960   | Brigadegeneral Lothar von Heinemann     |
| 1. November 1960    | 31. August 1961    | Brigadegeneral Johannes Trautloft       |
| 1. September 1961   | 28. Februar 1962   | Brigadegeneral Kurt Kuhlmey             |
| 1. März 1962        | 30. September 1962 | Brigadegeneral Adolf Hempel             |
| 1. Oktober 1962     | 30. September 1963 | Generalmajor Werner-Eugen Hoffmann      |
| 1. Oktober 1963     | 31. März 1966      | Generalmajor Friedrich-Carl Schlichting |
| 1. April 1966       | 31. März 1968      | Generalmajor Adolf Hempel (2. Mal)      |
| 1. April 1968       | 30. September 1969 | Generalmajor Walter Roos                |
| 1. Oktober 1969     | 30. Juni 1971      | Generalmajor Uwe Vogel                  |
| 1. Juli 1971        | 30. September 1973 | Generalleutnant Hans-Werner Mehlen      |
| 1. Oktober 1973     | 31. März 1974      | Generalleutnant Gerhard Limberg         |
| 1. April 1974       | 30. September 1975 | Generalleutnant Harald Wust             |
| 1. Oktober 1975     | 30. September 1976 | Generalleutnant Werner Schmitz          |
| 1. Oktober 1976     | 30. März 1979      | Generalleutnant Helmut Heinz            |
| 1. April 1979       | 30. September 1981 | Generalleutnant Wolfgang von Bergh      |
| 1. Oktober 1981     | 30. September 1984 | Generalleutnant Paul Sommerhoff         |
| 1. Oktober 1984     | 30. September 1989 | Generalleutnant Hans-Heinz Feldhoff     |
| 1. Oktober 1989     | 30. September 1991 | Generalleutnant Jürgen Schnell          |
| 1. Oktober 1991     | 30. September 1994 | Generalleutnant Bernhard Mende          |
| 1. Oktober 1994     | 30. September 1997 | Generalleutnant Rolf Portz              |
| 1. Oktober 1997     | 30. September 2000 | Generalleutnant Benno Ertmann           |
| 1. Oktober 2000     | 30. März 2001      | Generalleutnant Gerhard W. Back         |
| 1. April 2001       | 30. März 2004      | Generalleutnant Hans-Werner Jarosch     |
| 1. April 2004       | 30. März 2009      | Generalleutnant Heinz Marzi             |
| 1. April 2009       | 30. September 2010 | Generalleutnant Manfred Lange           |
| 1. Oktober 2010     | 30. März 2012      | Generalleutnant Norbert Finster         |
| 1. April 2012       | 30. September 2017 | Generalleutnant Dieter Naskrent         |
| 1. Oktober 2017     | 30. Juni 2023      | Generalleutnant Ansgar Rieks            |
| 1. Juli 2023        |                    | Generalleutnant Lutz Kohlhaus           |

- Die Stellvertreter des Inspekteurs der Luftwaffe waren zwischen 1957 und 1972 in Personalunion zugleich Chef des Stabes des Führungsstabes der Luftwaffe (FüL).

## Chef des Stabes des Führungsstabes der Luftwaffe (Fü L)
| Beginn der Amtszeit | Ende der Amtszeit  | Amtsinhaber                       |
| ------------------- | ------------------ | --------------------------------- |
| 1. Dezember 1972    | 30. September 1976 | Generalmajor Gerhard Kerscher     |
| 1. Oktober 1976     | 30. September 1978 | Generalmajor Gerd Haseloff        |
| 1. Oktober 1978     | 30. September 1981 | Generalmajor Paul Sommerhoff      |
| 1. Oktober 1981     | 30. September 1984 | Generalmajor Hartmut Gülzow       |
| 1. Oktober 1984     | 30. September 1985 | Generalmajor Fritz Schulz         |
| 1. Oktober 1985     | 30. März 1990      | Generalmajor Peter Klatte         |
| 1. April 1990       | 30. März 1993      | Generalmajor Detlef Wibel         |
| 1. April 1993       | 30. September 1994 | Generalmajor Axel Kleppien        |
| 1. April 1994       | 30. März 1997      | Generalmajor Klaus Richter        |
| 1. April 1997       | 30. September 2001 | Generalmajor Hans-Günter Schröfel |
| 1. Oktober 2001     | 30. März 2004      | Generalmajor Heinz Marzi          |
| 1. April 2004       | 30. Oktober 2005   | Generalmajor Winfried Gräber      |
| 1. November 2005    | 30. September 2010 | Generalmajor Norbert Finster      |
| 1. Oktober 2010     | 30. März 2012      | Generalmajor Erich Staudacher     |